# Rolf Nordhagen
Rolf Nordhagen (Bergen, 2 de agosto de 1927 — 1 de julho de 2013) foi um físico e cientista da computação norueguês.